# العلاقات السعودية البرتغالية
العلاقات السعودية البرتغالية تشير إلى العلاقات الثنائية بين المملكة العربية السعودية والجمهورية البرتغالية.

## التاريخ
بدأت العلاقات الدبلوماسية بين المملكة وجمهورية البرتغال في 1 يوليو 1980 م. حيث قامت البرتغال بتعيين أول سفير لها لدى المملكة في 16 ديسمبر 1980م، كما افتتحت المملكة سفارتها لدى البرتغال في عام 1995م.